# 古川未鈴と古畑奈和のいにしえ乙女酒
『古川未鈴と古畑奈和のいにしえ乙女酒』（ふるかわみりんとふるはたなおのいにしえおとめざけ）は、2019年4月3日から9月25日まで、BS日テレで毎週水曜日23:00 - 23:30に放送されていたバラエティ番組。

## 概要
『夢眠ねむのまどろみのれん酒』の後継番組として半年間放送。
異色のアイドルグループでんぱ組.incの古川未鈴と、正統派アイドルグループSKE48の古畑奈和という、それぞれ異ジャンルのトップアイドルグループとして活躍する2人が共演することで注目を集める。
古川未鈴と古畑奈和が酒場を通して温故知新、“古(いにしえ)”からの酒の魅力を体験しながら、酒場通を目指して成長していく“通過儀礼(イニシエーション)”的番組。
番組内で太田胃散とのコラボCMが制作されており、CMラストでは古川が太田胃にゃんの人形、古畑が太田胃散のパッケージを持ってPRしている。
2020年９月で番組は終了。
2020年10月からは、古畑前田のえにし酒としてリニューアルし放送。

## 出演者
- 古川未鈴 (でんぱ組.inc)
- 古畑奈和 (SKE48)

## スタッフ
- ナレーション：千葉聡司
- 構成：海野 至
- 技術：小西謙輔
- 編集：杉本貢
- MA・音響効果：井上拓弥
- デザイン：佐藤 陽、藤原利博
- スチール：高橋真人
- ヘアメイク：光野ひとみ
- 営業：川幡亜努
- WEB：鶴丸智香
- 宣伝：堂園あゆみ、楢崎慶直
- AD：里山由紘
- 演出：眞木大輔
- 企画・プロデュース：今井洋行
- プロデューサー：岡本惇一
- チーフプロデューサー：岡本東郎、筒井亥彦
- 制作協力：UNITED PRODUCTION
- 製作著作：VAP・BS日テレ

## 放送リスト
| #             | 放送日 （BS日テレ） | サブタイトル                   | ゲスト                   | Blu-ray                                |
| ------------- | ------------------- | ------------------------------ | ------------------------ | -------------------------------------- |
| 1             | 2019年4月03日       | 朝呑みの儀                     | パリッコ（酒ライター）   | 一坏 （2019年9月11日発売／VPXF-71748） |
| 2             | 4月10日             | せんべろの儀                   | パリッコ（酒ライター）   | 一坏 （2019年9月11日発売／VPXF-71748） |
| 3             | 4月17日             | バル呑みの儀                   |                          | 一坏 （2019年9月11日発売／VPXF-71748） |
| 4             | 4月24日             | 角打ちの儀                     |                          | 二坏 （2019年9月11日発売／VPXF-71749） |
| 5             | 5月01日             | 肉呑みの儀                     |                          | 二坏 （2019年9月11日発売／VPXF-71749） |
| 6             | 5月08日             | 麺呑みの儀                     |                          | 二坏 （2019年9月11日発売／VPXF-71749） |
| 7             | 5月15日             | 思い出横丁の儀                 |                          | 三坏 （2019年9月11日発売／VPXF-71750） |
| 8             | 5月22日             | お任せ呑みの儀                 |                          | 三坏 （2019年9月11日発売／VPXF-71750） |
| 9             | 5月29日             | ディープ酒場呑みの儀           |                          | 三坏 （2019年9月11日発売／VPXF-71750） |
| 10            | 6月05日             | 屋台呑みの儀                   |                          | 四坏 （2019年9月11日発売／VPXF-71751） |
| 11            | 6月12日             | そうめん呑みの儀               |                          | 四坏 （2019年9月11日発売／VPXF-71751） |
| 12            | 6月19日             | 専門店呑みの儀                 |                          | 四坏 （2019年9月11日発売／VPXF-71751） |
| 13            | 7月03日             | 市場呑みの儀                   |                          | 五坏 （2020年5月6日発売／VPXF-71771）  |
| 14            | 7月10日             | 町中華呑みの儀                 |                          | 五坏 （2020年5月6日発売／VPXF-71771）  |
| 15            | 7月24日             | 名古屋 名物グルメ呑みの儀      | 大場美奈（SKE48）        | 五坏 （2020年5月6日発売／VPXF-71771）  |
| 16            | 7月31日             | 名古屋 老舗大衆居酒屋呑みの儀  |                          | 六坏 （2020年5月6日発売／VPXF-71772）  |
| 17            | 8月07日             | 旅呑みの儀                     |                          | 六坏 （2020年5月6日発売／VPXF-71772）  |
| 18            | 8月14日             | 秋葉原 老舗名店呑みの儀        | 藤咲彩音（でんぱ組.inc） | 六坏 （2020年5月6日発売／VPXF-71772）  |
| 19            | 8月21日             | 仙台名物グルメ呑みの儀         |                          | 七坏 （2020年5月6日発売／VPXF-71773）  |
| 20            | 8月28日             | 塩竈・松島で海鮮グルメ呑みの儀 |                          | 七坏 （2020年5月6日発売／VPXF-71773）  |
| 21            | 9月04日             | お茶割りの儀                   |                          | 七坏 （2020年5月6日発売／VPXF-71773）  |
| 22            | 9月11日             | クエン酸呑みの儀               |                          | 八坏 （2020年5月6日発売／VPXF-71774）  |
| 23            | 9月18日             | 高松名物グルメ呑みの儀         |                          | 八坏 （2020年5月6日発売／VPXF-71774）  |
| 24 （最終回） | 9月25日             | 瀬戸内海グルメ呑みの儀         |                          | 八坏 （2020年5月6日発売／VPXF-71774）  |

## 関連商品
- 番組オリジナルTシャツ　古川未鈴ver.
- 番組オリジナルTシャツ　古畑奈和ver.
- 番組オリジナルビアグラス 2個セット
- 番組オリジナルサワーグラス 　古川未鈴ver.
- 番組オリジナルサワーグラス 　古畑奈和ver.
- 番組オリジナルタオル